# Paquebot transpacifique
Pour les articles homonymes, voir Transpacifique.

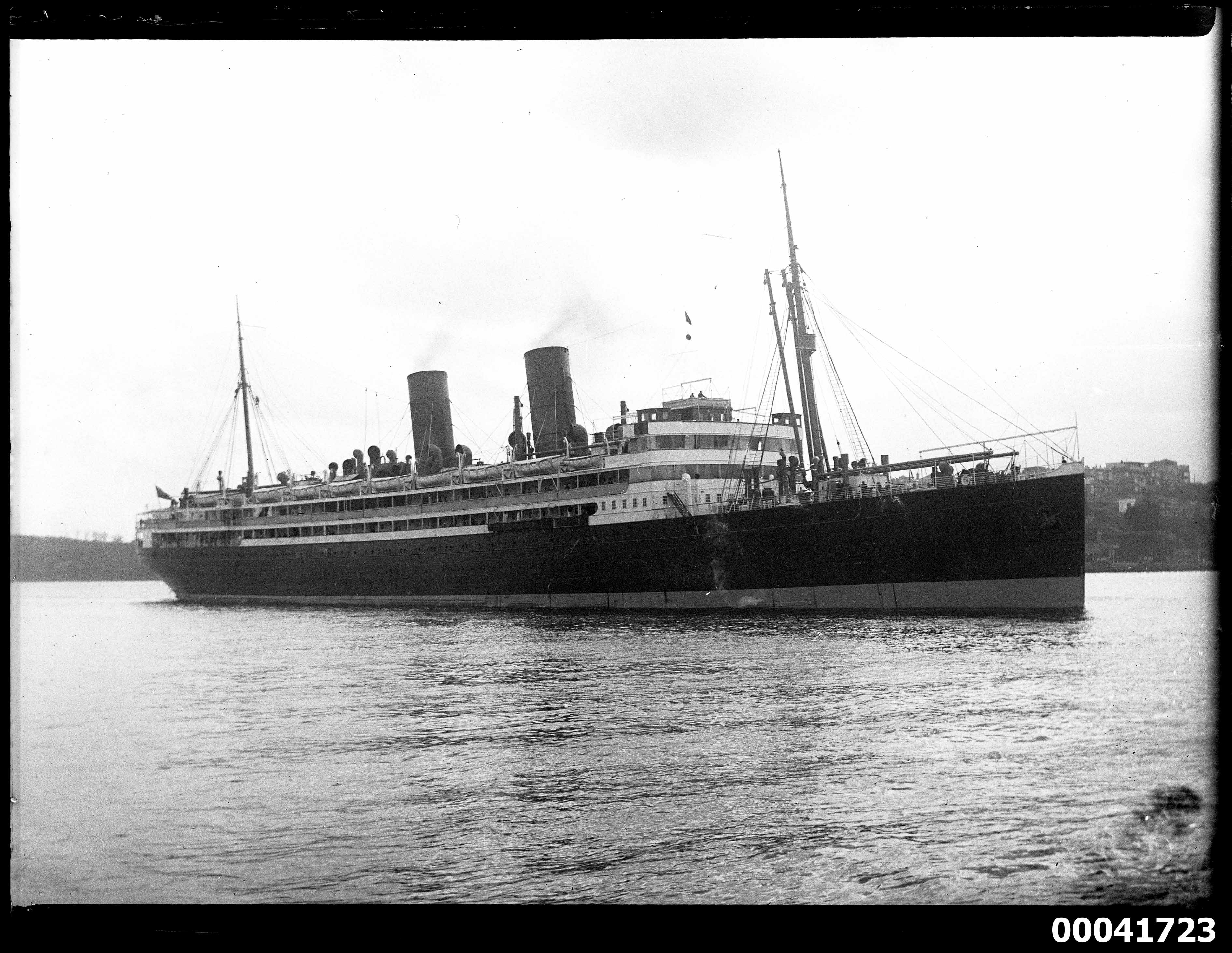
Le Niagara à Sydney en 1924.

Un transpacifique est un paquebot de ligne destiné à la traversée régulière de l'océan Pacifique, entre l'Océanie et l'Amérique.
Ce type de bateau vit le jour à la fin du XIXe siècle et se développa durant toute la première moitié du XXe siècle avec une apothéose dans les années 1970 et une disparition à la fin de cette même décennie. Deux compagnies, une américaine, la Matson, et l'autre néo-zéolandaise, l'Union Steamship Company of New Zealand, se sont partagé l'océan durant une bonne partie de cette période. Avec l'arrivée des premiers avions de ligne commerciaux et notamment le Boeing 747, un avion de ligne possédant une autonomie suffisante pour traverser le Pacifique, les navires ont dû faire face à une concurrence de plus en plus forte, ce qui mena à l'arrêt du service.

## Histoire
Si l'idée de traverser l'océan Pacifique de manière régulière voit le jour dès le début du XIXe siècle, ce n'est qu'avec la découverte d'or en Australie dans les années 1860-1870 que les choses avancent. Dès 1853, un bateau à vapeur traverse l'océan mais il faut attendre 1870 pour qu'un premier début de ligne ne voit le jour. On commence à relier l'Amérique du Nord à la Nouvelle-Zélande en passant par l'Australie. Les débuts sont toutefois difficiles mais en 1875, la Pacific Mail Steamship Company, qui opérait déjà une ligne régulière dans le Pacifique, de San Francisco vers Hong Kong et le Japon, ouvre une ligne postale vers l'Océanie pendant 10 ans. 
En 1885, l'Oceanic Steamship Company of America et l'Union Steamship Company of New Zealand signent un partenariat et ouvrent une ligne, qui durera 15 ans, entre San Francisco, Auckland et Sydney. L'idée d'une route entièrement britannique, la « All Red Route » émerge en Angleterre. Il est question d'une traversée transatlantique vers la côte est du Canada puis une traversée du pays par train et l'embarquement à Vancouver, sur la côte ouest du Canada, pour une traversée transpacifique vers la Nouvelle‑Zélande ou l'Australie. Après divers changements de propriétaires et faillites, l'Union Company récupère la route en 1901. Par contre, en juin 1900, Hawaï est devenu un État des États-Unis et la compagnie néo-zélandaise ne peut plus transporter de passagers dans le secteur San-Francisco-Hawaï. Elle retire donc la ville californienne de sa route, laissant cette route à l'Oceanic Steamship Company. Cette route, à la suite de pertes, s'arrêtera en 1907. A cette époque, il n'existe ainsi plus de lignes directes entre les États-Unis, la Nouvelle-Zélande et l'Australie. En revanche, la route vers Vancouver est florissante et l'Union Company acquiert en 1912 le Niagara, un paquebot qui aura une carrière de 27 ans,.
En 1908, l'Ocean Steamship Company ouvre une liaison vers Tahiti depuis San Francisco et l'Union Company s'occupe de la traversée entre Wellington et Tahiti mais l'accord s'arrête vite. En 1910, l'Union Company relie finalement Tahiti et San Francisco avec le fraichement acquis Tahiti. En 1912, l'Ocean Steamship Company décide de relier San Francisco à Honolulu et Sydney. Les deux compagnies se partagent ainsi les traversées transpacifiques. 
En 1914, la Première Guerre mondiale éclate et le Royaume-Uni entre en guerre. L'Australie et la Nouvelle-Zélande suivent et différents paquebots de l'Union Company sont réquisitionnés mais le service vers Vancouver est maintenu, de même que la liaison avec San Francisco, grâce au Niagara et au Makura. L'entrée en guerre des États-Unis en 1917 n'empêche pas l'Ocean Steamship Company de garder la route ouverte. 
Après la guerre, les routes reprennent normalement et l'Union Company acquiert l'Aorangi pour épauler le Niagara. A ce moment, il s'agit du navire à moteur le plus grand et le plus rapide du monde. 
En 1925, Matson Navigation rachète l'Ocean Steamship Company. 
En 1930, le Tahiti coule et l'Union Company rachète le Razmak et le renomme Monowai (en).  
En 1931, l'Union Company s'associe avec la Canadian Pacific Railway Company pour former la Canadian-Australasian Line Limited. Cette dernière récupère le Niagara et l'Aorangi.
L'année suivante, en 1932, la Matson acquiert le Mariposa et le Monterey, deux paquebots qui deviennent très vite populaires sur la route de San Francisco. Cela pousse même l'Union Company a se retirer, avec le Monowai, de cette route. 
En 1939, avec l'entrée en guerre de l'Angleterre, le Niagara et l'Aorangi sont laissés sur la route de Vancouver. Le Niagara coule l'année suivante après avoir heurté une mine marine allemande le long des côtes néo-zélandaises. L'Awatea le remplace. Peu après, l'Aorangi et l'Awatea sont réquisitionnés comme navires de troupes et envoyés en Europe. Ce dernier sera coulé par l'aviation allemande en 1942. La ligne vers Vancouver ne reprendra qu'en 1948 avec l'Aorangi qui a survécu à la guerre. Du côté américain, il faut attendre l'attaque de Pearl Harbor en 1941 et l'entrée en guerre des États-Unis pour que la route de San Francisco s'arrête. Le Mariposa et le Monterey sont réquisitionnés comme navires de troupes. Il n'y a donc plus de ligne entre les États-Unis et l'Océanie durant toute la guerre. Les deux navires ne reprendront pas les traversées transpacifiques après la guerre, les coûts de réaménagement étant trop importants. La Matson opère bien divers navires mais abandonne l'idée après 18 mois.
En 1953, après 5 ans à avoir été le seul navire à proposer des traversées transpacifiques, l'Aorangi est envoyé au démantèlement. La route de Vancouver est arrêtée même si l'Orient Steam Navigation Company essaye de maintenir quelques trajets entre Vancouver, San Francisco et Sydney. Il faut attendre 1957 pour que la Matson ne revienne et propose à nouveau une ligne depuis San Francisco. Le Mariposa et le Monterey reviennent mais il s'agit de nouveaux bateaux. Ils sont prévus à la base comme navires cargo, la partie pour les passagers étant réduite, mais cela ne les empêche pas de connaître une belle carrière. 
En 1971, la Matson revend ses parts à la Pacific Far East, qui garde les deux navires jusqu'en 1977, année où l'ère des paquebots transpacifiques réguliers prend définitivement fin.

## Navires transpacifiques
- Makura, 1908-1936
- Tahiti, 1911-1930
- Niagara, 1912-1940
- Aorangi, 1924-1953
- Monowai (en), 1924-1960
- Mariposa, 1931-1974
- Monterey, 1931-2000
- Awatea, 1936-1942
- Mariposa, 1953-1996
- Monterey, 1952-2006